# Camí a Los Yungas
El Camí a Los Yungas, també conegut com la Carretera de la Mort, és una ruta ciclista d'aproximadament 80 km d'extensió, que uneix la ciutat de La Paz i la regió de Los Yungas, al nord-est del departament de La Paz. Actualment el seu ús està reservat al cicloturisme atès que les característiques de la ruta l'han convertit en una destinació turística popular.
Abans de la construcció de la carretera Cotapata-Santa Bàrbara, el Camí a Los Yungas va ser part de la Ruta 3 de la xarxa viària estatal de Bolívia. Va ser cèlebre pel perill extrem i el nombre de morts en accidents de trànsit a l'any: una mitjana de 209 accidents i 96 persones mortes a l'any. El 1995, el Banc Interamericà de Desenvolupament el va batejar com «el camí més perillós del món».

## Característiques
Part d'aquesta carretera va ser construïda amb mà d'obra de presoners paraguaians, durant la Guerra del Chaco a la dècada del 1930. Va ser part d'una de les poques rutes que connectaven la selva amazònica de nord de país amb la ciutat de La Paz.
A causa dels seus pendents pronunciats, amb un ample d'un sol carril (3 m en alguns llocs), i la manca de barreres de seguretat, aquest camí era extremadament perillós. A més, a la zona són habituals la pluja i la boira, que disminueixen notablement la visibilitat, el terra enfangat i les pedres soltes que es desprenen dels talussos.
El 24 de juliol de 1983, un autobús va precipitar-se barranc avall pel Camí a Los Yungas, produint la mort de més de cent passatgers en el pitjor accident vial de Bolívia. Ja a mitjans de la dècada del 1990, entre 200 i 300 conductors van sortir-se de la carretera i van caure al buit. Una taxa de gairebé una mort diària. El 2011 es van produir un total de 114 accidents (la segona ruta amb més sinistres a Bolívia després de el camí entre La Paz i Oruro), amb el resultat de 42 morts.
El camí surt de La Paz, amb una altura mitjana de 3.600 msnm, i ascendeix fins a La Cumbre a 4.650 msnm. Després comença el descens de 3.600 metres de desnivell durant 64 km de recorregut. Al conduir per aquest camí s'havia de mantenir l'esquerra (va ser l'únic lloc de Bolívia on es va conduir conservant l'esquerra, igual que al Regne Unit i Austràlia), perquè els conductors que anaven a l'esquerra, en cas d'encreuament, vegessin amb més facilitat la vora de camí, que en gairebé tots els llocs d'encreuament era un abisme, arribant a la secció més extrema a 800 m en vertical. La norma indicava que el conductor que conduïa pujant (en direcció a La Paz) tenia prioritat per sobre el que baixava (en direcció als iungues), de manera que el vehicle que descendia s'havia d'aturar quan pujava un altre, per poder deixar-lo passar.
La perillositat de la ruta estava lligada a l'alt trànsit de camions i vehicles d'alt tonatge que traslladaven productes agrícoles de la regió fins a La Paz, sobretot cítrics, així com a passatgers arribant des de l'extrem nord de país. El perill que suposava aquesta ruta la va convertir en una destinació turística popular a partir de la dècada del 1990. Des d'aleshores, els entusiastes de la bicicleta de muntanya la utilitzen pels descensos pronunciats i l'exquisidesa dels paisatges, atès que la carretera permet apreciar la variació altitudinal del sector, amb la presència de boires a causa de l'alta humitat, l'existència de cascades i la riquesa de flora i fauna del parc nacional Cotapata.

## Galeria fotogràfica

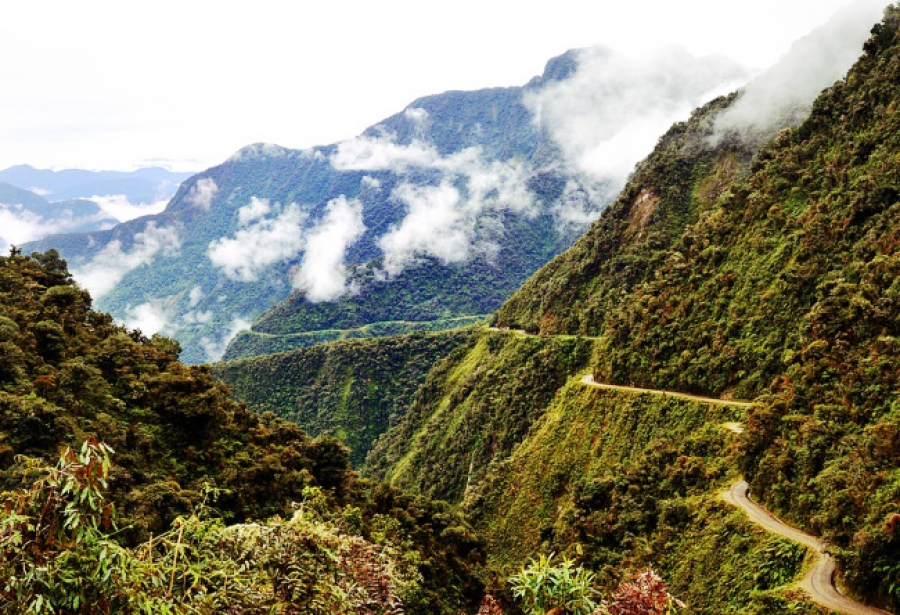
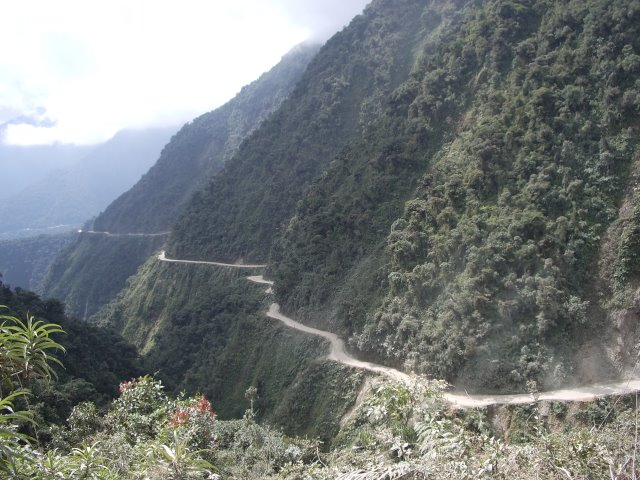
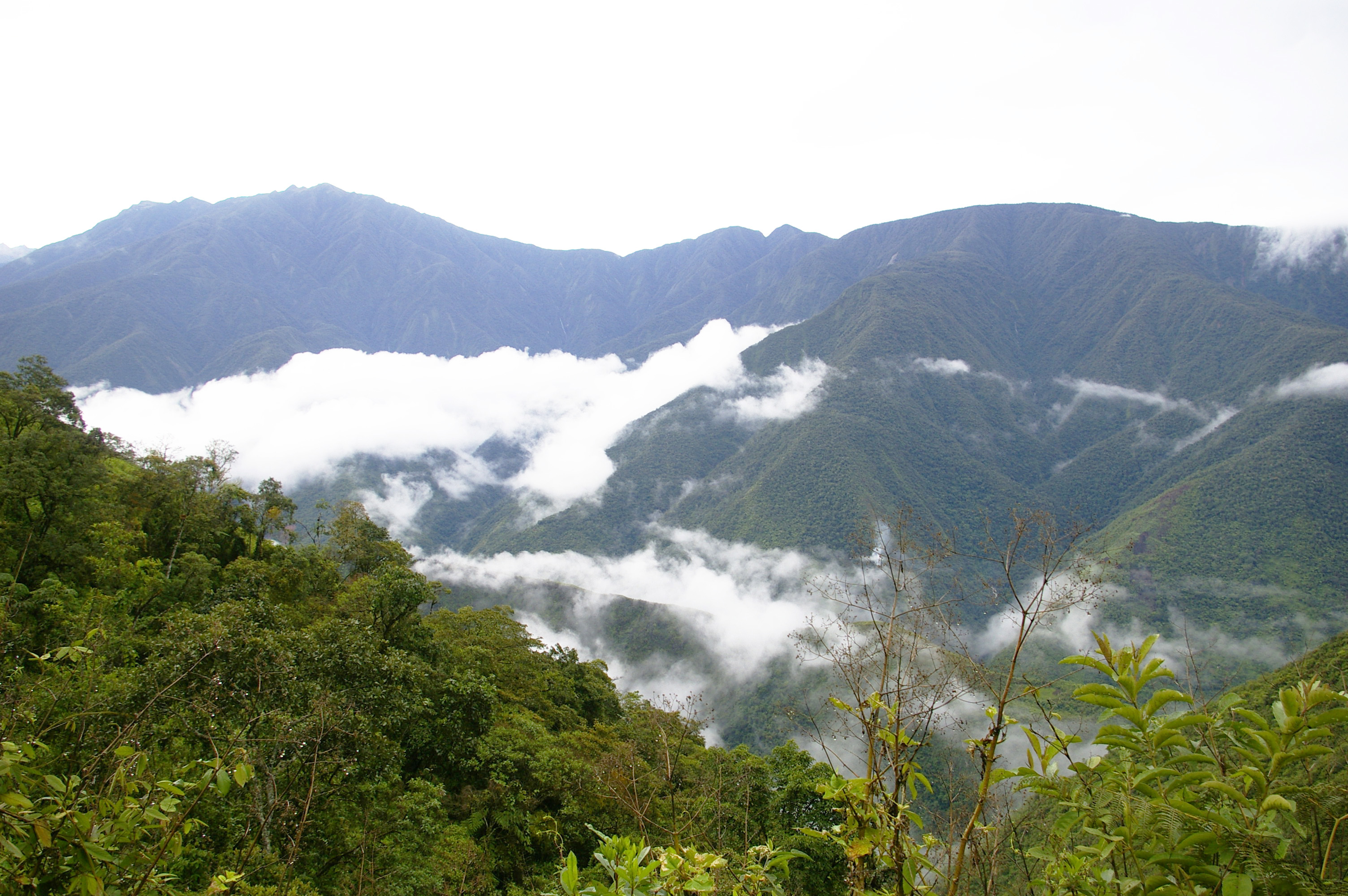
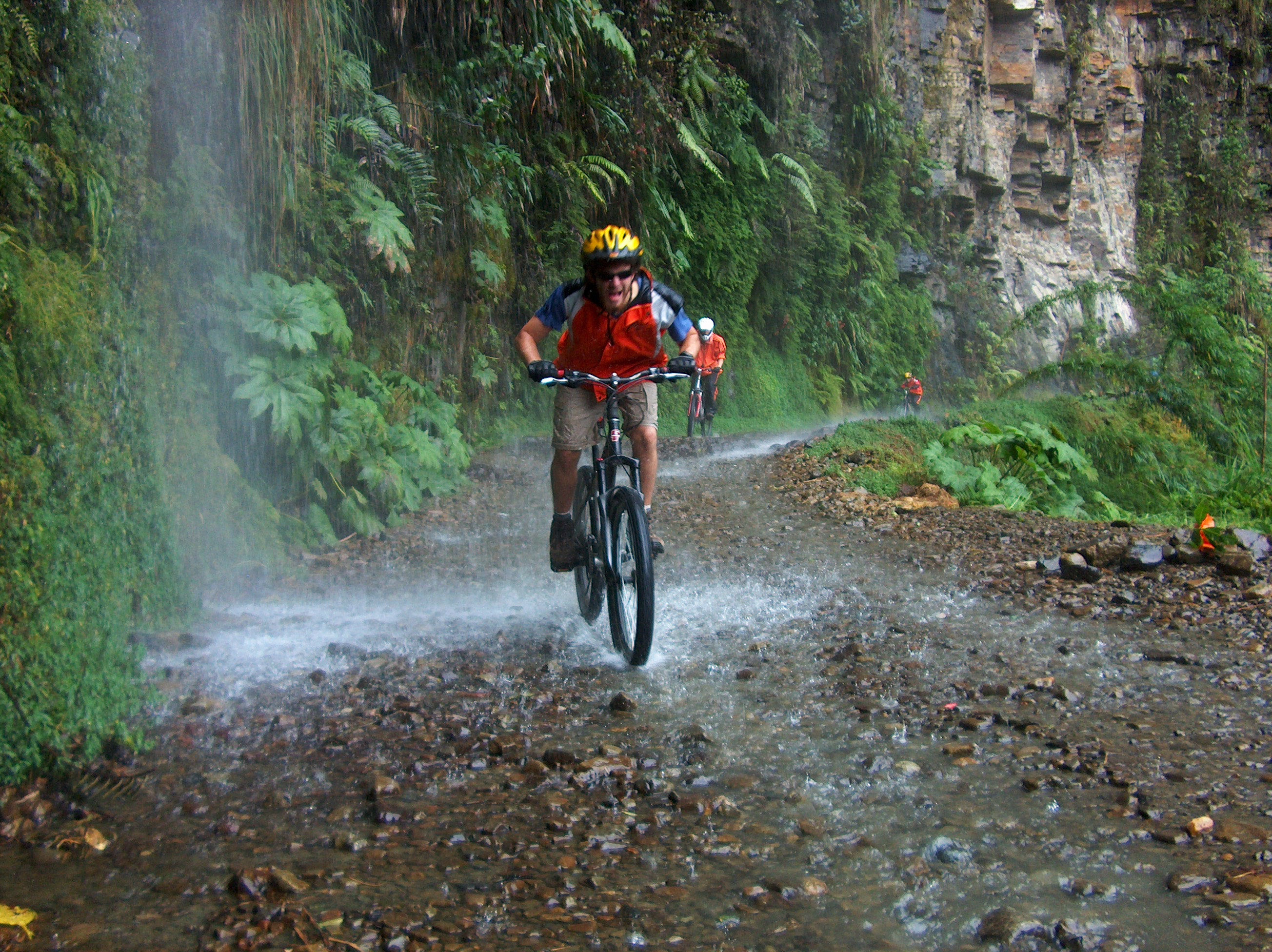
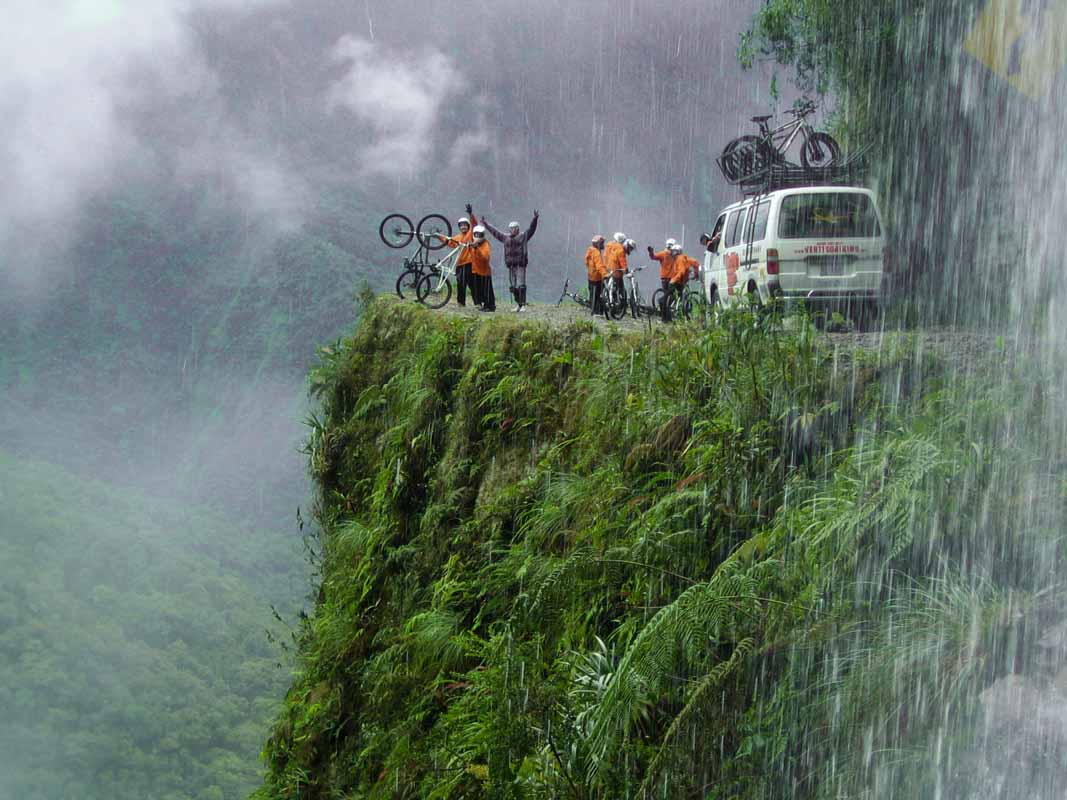
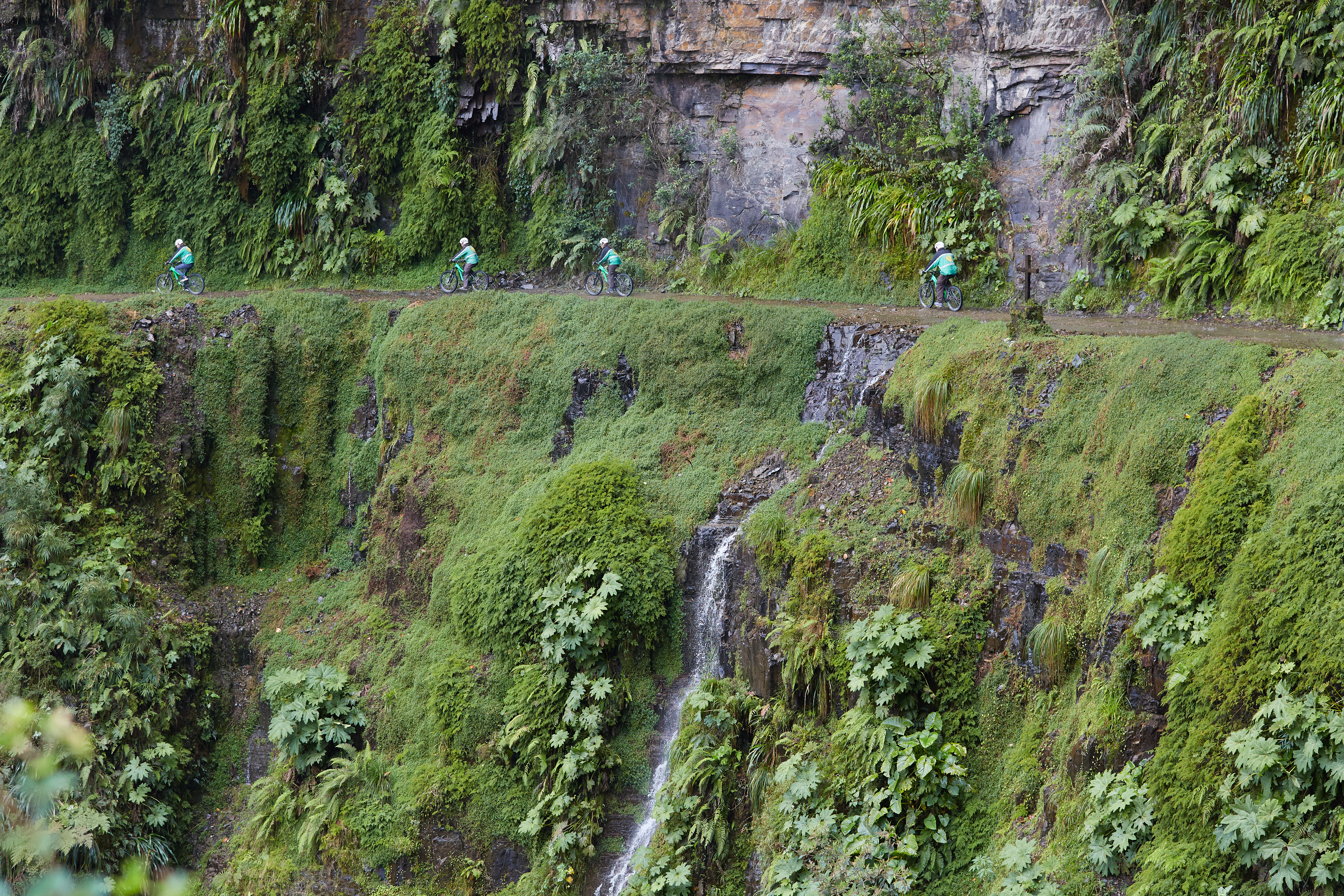